# Czesław Muszalski

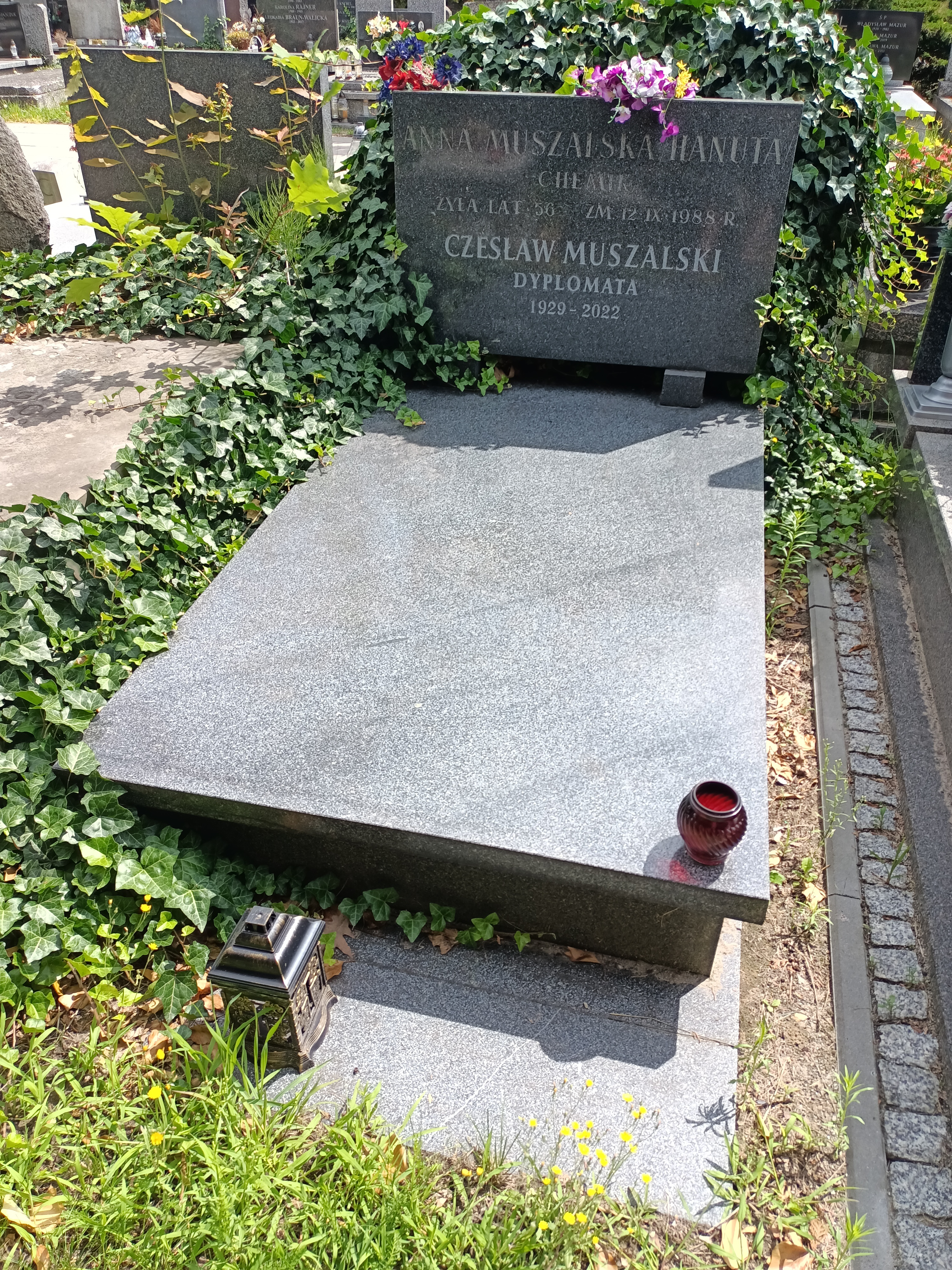
Grób Czesława Muszalskiego na Cmentarzu Wojskowym na Powązkach

Czesław Muszalski (ur. 29 marca 1929 w Grabówce, zm. 31 marca 2022 w Warszawie) – polski dyplomata, ambasador w Indonezji (1984–1987).

## Życiorys
Syn Józefa i Heleny. W 1953 ukończył studia w Szkole Głównej Planowania i Statystyki, w 1955 studia na Uniwersytecie Warszawskim.
Od 1950 pracownik Ministerstwa Spraw Zagranicznych, m.in. w Departamencie Międzynarodowych Organizacji oraz Departamencie III (jako naczelnik wydziału). Członek Międzynarodowej Komisji Nadzoru i Kontroli w Laosie w latach 1964–1965. Dwukrotnie pracował w Ambasadzie w Rzymie (1967–1970 jako II sekretarz; 1975–1980 jako radca). Był przedstawicielem przy FAO, a także przy ONZ. W latach 1984–1987 ambasador w Indonezji, akredytowany także w Singapurze i Papui-Nowej Gwinei. Pracę w dyplomacji zakończył w 1995.
Członek Polskiej Zjednoczonej Partii Robotniczej. W latach 1981–1983 członek egzekutywy Komitetu Zakładowego PZPR w MSZ.
Pochowany na Cmentarzu Wojskowym na Powązkach.